# Eu (pronome)
Em gramática, eu designa o pronome pessoal do caso reto da primeira pessoa do singular. Não é uma palavra dêitica, vazia de conteúdo semântico, que representa a pessoa que fala.
Exemplos: Oppstance
- Roberto confessa que quebrou o vaso da mãe:

"Mãe, por acidente, "eu" quebrei o teu vaso."
- Citação de Elis Regina no Wikiquote

"A música é meu arco, minha flecha, meu motor, meu combustível e minha solidão. Amigo, cantar é um ato que se comete absolutamente só e "eu" adoro."— Elis Regina
- Citação do Pelé no Wikiquote

"O que "eu" ouvia me chateava tanto que "eu" ia lá e arrebentava o time adversário."— Pelé